# Annilese Miskimmon
Annilese Miskimmon (geboren 8. März 1974 in Belfast) ist eine irisch-britische Opernregisseurin und Intendantin.

## Ausbildung
Annilese Miskimmon wuchs in Bangor auf. Sie studierte Literaturwissenschaft am Christ’s College in Cambridge und Kunstmanagement an der City University London. Danach arbeitete sie freiberuflich als Theatermanagerin und Regisseurin. In dieser Zeit erarbeitete sie an der Royal Irish Academy of Music mit Studenten Opernliteratur.

## Werdegang
Von 2002 bis 2005 assistierte sie beim Glyndebourne Festival.
Von 2004 bis 2012 leitete sie die Touring Opera Theatre Company in Dublin, die auch zu Festivals im Ausland tourte. Dort erarbeitete sie traditionelle Opern mit jungen Sängern in englischer Sprache, wie Cinderella (2003), L’incoronazione di Poppea (2005), Bastien und Bastienne (2008), Don Pasquale (2011) oder Die Kaffee Kantate (2011). Besondere Aufmerksamkeit gewann ihre Inszenierung von Grigory Frids Monooper Das Tagebuch der Anne Frank mit der Regisseurin Ingrid Craigie. Ihre Inszenierung von Ambroise Thomas  Oper Mignon (2011) wurde beim Buxton Festival für den South Bank Sky Arts Award nominiert. Zusätzlich inszenierte sie 2010 den Freischütz am Landestheater Salzburg, 2006 Così fan tutte und 2011 Pietro Mascagnis L’amico Fritz an der Opera Holland Park, wo sie auch mit Falstaff (2012) und Turn of the Scew (2014) präsent war.
Am 1. September 2012 wurde sie zur Operndirektorin (operachef) der Dänischen Nationaloper, der Reiseoper Den Jyske Opera, in Aarhus ernannt, wo sie auf Giordano Bellincampi folgte, der noch bis zum 30. April 2013 tätig war. Als Opernregisseurin scheut sie keine ausgefallenen Opern in ungewöhnlichem Rahmen zu inszenieren. Sie brachte dort die dänischen Erstaufführungen von Katja Kabanowa (2013) und Jules Massenets Don Quichotte (2014) heraus. Così fan tutte (2014) versah sie mit einem außergewöhnlichen Regiekonzept, in dem sie das Publikum in die Handlung einbezog. Ihre Jenufa (2015) gastierte in Kooperation an der Scottish Opera in Glasgow und 2017 an der Königlichen Oper Stockholm. I Pruitani (2015/2016) kooperierten mit der Welsh National Opera in Cardiff. Ihre Inszenierung der Oper La traviata an der Scottish Opera (2012) wurde von der BBC aufgezeichnet.
Ab Saison 2016/17 ist Annelise Miskimmon Intendantin (operachef) der Norwegischen Nationaloper in Oslo, Den Norske Opera & Ballett, mit neuem Team: dem Verwaltungsdirektor Nils Are Karstad Lysø und dem Musikdirektor Karl-Heinz Steffens, vormals Generalmusikdirektor der Staatskapelle Halle.